# 要塞シリーズ
『要塞シリーズ』（ようさいシリーズ）は、荒巻義雄による小説シリーズ。中央公論社より新書版（全20巻）が刊行され、後に中公文庫版（全17巻）も発売された。SFの形式を取りながら近未来の戦場を描き、1990年代以降の架空戦記小説ブームの先駆けとも目される作品である。発表された1986年は、ソ連の北海道侵攻が懸念され、軍事力も過大評価されていた世相であった。1991年の『十和田要塞1991』から読者参加が本格的に行われ、作中への将兵としての登場や応募アイデアの反映などが行われた。

## ストーリー
この小説は、パソコンゲームのNPCたちが自我を持ったような視線で進行していく。地球に酷似した人工天体「グロブロー」上に展開された戦争シミュレーション世界を舞台に、「コード」と呼称される戦場世界で戦闘休眠期の終了と共に戦いは再開される。登場人物たちは、戦争に関連する事柄以外の知識はなく、戦争目的すら知らされていない。また地域によってはパソコンゲームのように風景だけの場所も存在するが、誰も疑問を持たない。
『ニセコ要塞1986』は、分断された北海道でスミノフ軍対IBM軍/日本列島防衛軍が戦争し、『十和田要塞1991』は東北地方を中心として、『阿蘇要塞1995』では、九州島を主な舞台にして単独になった日本列島防衛軍対スミノフ軍との戦闘が描かれている。『琵琶湖要塞1997』では、シリーズ当初は味方であったIBM軍との戦いを含め、全世界にわたる日本列島防衛軍の戦いが描かれる。また前作までとの違いとしては、外交的要素の本格的導入がある。『富嶽要塞Ver.1』では、グロブローは氷河期に突入し、徐々に異常を見せる。各国も停戦し、この謎を解明することとなる。

## 国家
- 日本

日本列島の国家。当初はIBMの傘下にあり、スミノフ軍に「コード1986」から「コード1995」にかけて北日本を占領された。日本列島防衛軍は装備、士気、練度は高いが小国であるために物量で劣り戦術で勝利しても戦略で追い詰められる。「コード1997」ではIBM相手に健闘する。
- スミノフ帝国

共産主義国家。IBMと世界を二分する大国で最盛期の「コード1995」では、ヨーロッパ、中国を除くユーラシア、アフリカの一部、北日本、インドネシア、キューバを版図としていた。電脳神のイワン神を頂点とする独裁国家だったが、イワン神は後に亡命し集団指導体制になる。軍事一辺倒、経済破綻、腐敗、反乱などによって弱体化し、「コード1997」中盤にIBM軍に侵攻されて降伏した。「コード1997」では、諸民族が独立したことにより大幅に領土は縮小したものの依然、好戦的な軍事国家として参戦する。モデルはソ連で国名は同名の酒から。
- IBM帝国

資本主義国家。北アメリカ大陸を版図とし電脳神のIBM神を頂点とする世界最大、最強、最高の国力を持つ大国。スミノフと「コード1995」までは世界を二分していたが「コード1997」中盤で侵攻し占領した。「コード1997」終盤では、かつての同盟国である日本に苦戦したことから経済不調になり国民の不満が爆発。それまで陰で支配してきた軍産複合体が追い出され健全な民主国家になった。モデルはアメリカで国名は同名の企業から。
- シワノ

中国大陸の国家。広大な国土と膨大な人口の農業国。技術力では劣るが侮れない力を持つ大国。「コード1997」では、諸民族が独立して版図が縮小している。
- 大ヨーロッパ

ヨーロッパの国家。ソ連領を除くヨーロッパを版図としスミノフと敵対していた。
- アマゾニア連合

南アメリカ大陸の国家。IBMの傘下にある。
- アフロランド

アフリカ大陸の国家。国力では劣っているが詳細不明。
- 東シベリア共和国

シベリアの国家。スミノフの軍人が反乱を起こし建国。日本の同盟国。
- アラブ連合

中近東の国家。「コード1997」まではその版図はスミノフに占領されていた。

## 書誌情報

### ニセコ要塞1986
- ニセコ要塞1986 1「利尻・礼文特攻篇」
  - 新書版ISBN 978-4125000701 文庫版ISBN 978-4122021198
- ニセコ要塞1986 2「石狩湾上陸篇」
  - 新書版ISBN 978-4125000831 文庫版ISBN 978-4122021280
- ニセコ要塞1986 3「札幌遊撃軍団死闘篇」
  - 新書版ISBN 978-4125001050 文庫版ISBN 978-4122021389

### 十和田要塞1991
- 十和田要塞1991 1「風雲津軽海峡攻防篇」
  - 新書版ISBN 978-4125001258 文庫版ISBN 978-4122021631
- 十和田要塞1991 2「血戦八甲田死闘篇」
  - 新書版ISBN 978-4125001289 文庫版ISBN 978-4122021846
- 十和田要塞1991 3「荒海佐渡島決戦篇」
  - 新書版ISBN 978-4125001395 文庫版ISBN 978-4122022072

### 阿蘇要塞1995
- 阿蘇要塞1995 1「電脳要塞覚醒篇」
  - 新書版ISBN 978-4125001449 文庫版ISBN 978-4122022287
- 阿蘇要塞1995 2「対馬要塞争奪戦」
  - 新書版ISBN 978-4125001456 文庫版ISBN 978-4122022515
- 阿蘇要塞1995 3「九州島侵攻篇」
  - 新書版ISBN 978-4125001517 文庫版ISBN 978-4122022737
- 阿蘇要塞1995 4「レイテ海戦篇」
  - 新書版ISBN 978-4125001609 文庫版ISBN 978-4122022980
- 阿蘇要塞1995 5「九重高原最終決戦篇」
  - 新書版ISBN 978-4125001647 文庫版ISBN 978-4122023222

### 琵琶湖要塞1997
- 琵琶湖要塞1997 1「水中要塞覚醒篇」
  - 新書版ISBN 978-4125001708 文庫版ISBN 978-4122023482
- 琵琶湖要塞1997 2「国後・択捉強襲篇」
  - 新書版ISBN 978-4125001760 文庫版ISBN 978-4122023741
- 琵琶湖要塞1997 3「超飛行艇海煌出撃篇」
  - 新書版ISBN 978-4125001821 文庫版ISBN 978-4122023994
- 琵琶湖要塞1997 4「天山回廊長征篇」
  - 新書版ISBN 978-4125001869 文庫版ISBN 978-4122024212
- 琵琶湖要塞1997 5「北極氷原血戦篇」
  - 新書版ISBN 978-4125001913 文庫版ISBN 978-4122024397
- 琵琶湖要塞1997 6「二千年紀末平和創造篇」
  - 新書版ISBN 978-4125002231 文庫版ISBN 978-4122024700

荒巻義雄原作、夢野れい作画により劇画化したもの（中央公論社）。
- 琵琶湖要塞1997 第1巻 ISBN 4-12-410441-3
- 琵琶湖要塞1997 第2巻 ISBN 4-12-410442-1
- 琵琶湖要塞1997 第3巻 ISBN 4-12-410443-X

### 富嶽要塞Ver.1
- 富嶽要塞Ver.1 1 グロブロー覚醒 ISBN 978-4125006932
- 富嶽要塞Ver.1 2 北陸戦線異状あり ISBN 978-4125007045
- 富嶽要塞Ver.1 3 黙示録プログラム ISBN 978-4125007106

### 要塞シリーズ イラスト・ストーリー
荒巻義雄原案、佐藤道明画、（中央公論社）。オリジナルストーリーの漫画、および『消滅』までは小説版に、『オーロラ』以降は漫画に登場した兵器のイラストを収録。
- 海溝要塞1996 （1991年）
『ニセコ』、『十和田』、『阿蘇』登場兵器を収録。
- 漂流要塞1996 （1992年）
『琵琶湖』登場兵器を収録。
- 消滅要塞1996 （1993年）
『琵琶湖』登場兵器を収録。
- オーロラ要塞1946 （1994年、上下巻）
- 楽園要塞1996 （1995年）